# 121486 Sarahkirby
121486 Sarahkirby este o planetă minoră (asteroid) din centura de asteroizi. A fost descoperită pe 7 octombrie 1999 la Catalina Station⁠(d) de Catalina Sky Survey. 
Obiectul prezintă o orbită caracterizată de o semiaxă mare de 1,9320973621526 UAi, o excentricitate de 0,06, o înclinație de 22 ° în raport cu ecliptica.